# Higashidōri
Higashidōri (東通村, Higashidōri-mura) est un village situé dans le district de Shimokita (préfecture d'Aomori), au Japon.

## Géographie

### Démographie
Higashidōri comptait 7 034 habitants lors du recensement du 30 avril 2014.